# German Business Aviation Association
Die German Business Aviation Association e. V. (GBAA) setzt sich für die Förderung der wirtschaftlichen, politischen und rechtlichen Belange des Geschäftsflugverkehrs, des Werkflugverkehrs und des nicht planmäßigen gewerblichen Flugverkehrs ein. Die German Business Aviation Association e. V. (GBAA) ist die Interessenvertretung aller an der Wertschöpfungskette involvierten Unternehmen der Geschäftsluftfahrt und kompetenter Ansprechpartner für die Politik. Sie repräsentiert Unternehmen aus den Bereichen der Luftfahrtgesellschaften, Werksflug- und Ambulanzflugbetriebe, Flugzeughersteller, Wartungs- und Finanzunternehmen sowie viele weitere Dienstleister aus der Luftfahrt. Insgesamt verfügen die Mitglieder über eine Flotte von mehr als 150 Verkehrsflugzeugen unterschiedlicher Größenklassen.
Obwohl die Mitglieder des Vereins nach Definition der Internationalen Zivilluftfahrtorganisation (ICAO) Unternehmen der Allgemeinen Luftfahrt (General Aviation) sind, grenzen sie sich insbesondere von der Freizeitfliegerei, die überwiegend mit einmotorigen Maschinen für Zwecke der Erholung oder des Sports betrieben wird, ab.
Die GBAA begann 1970 als Arbeitskreis Geschäftsluftfahrt im Bundesverband des Deutschen Industrie (BDI), wandelte sich jedoch 1985 in den noch heute bestehenden Verein. Sie ist Mitglied des europäischen Verbandes European Business Aviation Association (EBAA) mit Sitz in Brüssel sowie der weltweiten Dachorganisation International Business Aviation Council (IBAC) mit Sitz in Montreal im Hause der ICAO.
Vorsitzender ist Peter Gatz (Private Wings GmbH), seine Stellvertreter sind Steffen Merz (Flugplatz Schwäbisch Hall-Hessental) und Winthir Brunnbauer (BMW AG). Geschäftsführer ist Andreas Mundsinger.